# Zwischendeck

Sklavenschiff

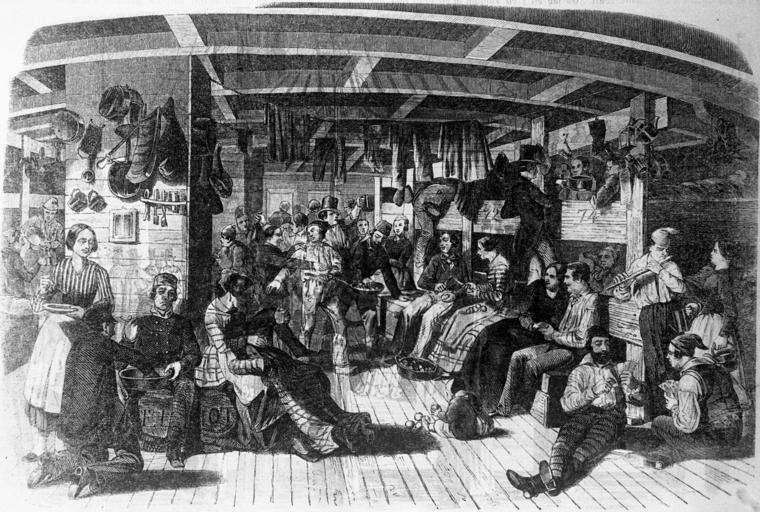
Auswanderer um 1850

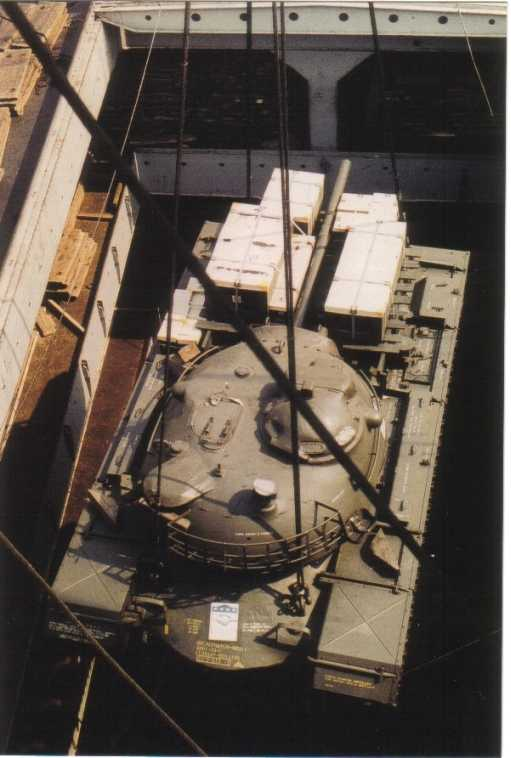
Zwischendecks in einem Mehrzweckfrachter

Ein Zwischendeck (englisch: steerage, tween deck; französisch: entrepont) ist ein zwischen dem Hauptdeck und der Tankdecke liegendes Deck eines Frachtschiffs. In Passagierschiffen ist es das untere, komfortlose Fahrgastdeck zu niedrigem Preis.

## Allgemeines
Um zum darunterliegenden Teil des Laderaums zu gelangen, lässt sich das Zwischendeck öffnen oder bei RoRo-Schiffen über Rampen erreichen. Bei modernen Schiffen ist das Zwischendeck oft in der Höhe flexibel bzw. lässt sich ganz herausnehmen. Da bei Schiffen mit Unterstau der sich in dessen Bereich befindende Teil des Zwischendecks häufig nicht beweglich ist, lässt es sich im Bereich der Ladeluken öffnen bzw. herausnehmen.

## Menschliche Fracht
Sklavenschiffe wurden mit Zwischendecks ausgestattet, um den Frachtraum in beide Fahrtrichtungen optimal nutzen zu können. Die massenweise Unterbringung und unzureichende Belüftung kostete viele Sklaven auf der Überfahrt das Leben.
Am bekanntesten sind die im 19. Jahrhundert bei Frachtseglern, Fracht- oder Passagierdampfern für Auswanderer eingesetzten Zwischendecks, welche die billigste Möglichkeit für die Reise mit Familie und (eingeschränkter) beweglicher Habe in die (klassischen) Länder der Einwanderung in die Vereinigten Staaten waren.

## Tierische Fracht
Der Transport von lebenden Schlachttieren erfolgte vor 1900, um billiges Rindfleisch z. B. von Südamerika nach Großbritannien zu bringen. Dazu wurden auch Zwischendecks genutzt, um für die Rückreise andere Ladung  befördern zu können. Ab 1875 wurde das Fleisch zunehmend in Kühlschiffen oder von Frachtern mit Kühlräumen transportiert. Heute werden zum Schlachtviehtransport von Schafen oder Rindern z. B. von Australien in den Nahen Osten vorwiegend Tiertransporter eingesetzt.

## Autos und Massengut im Wechsel
Als Hybrid- oder Mehrzweckschiffe verwendet, wurden ab den 1960er Jahren Massengutschiffe mit Zwischendecks ausgestattet, die beim Autotransport wie eine Jalousie herabgelassen und beladen wurden. Bei einer Reise mit Getreide oder Kohle wurden sie hochgezogen und gaben den gesamten Laderaum für das Massengut frei. Da diese aus Gitterrosten bestehenden Decks an Drahtseilen aufgehängt waren, wurden sie auch als Hängedecks bezeichnet. Mit zunehmenden Autotransporten über See wurden zuerst Schiffe zu Autotransportern umgestaltet, später neue Schiffe als Autotransporter gebaut.

## Konventionelle Ladung
Konventionelle Frachtschiffe, meistens Mehrzweck- und Schwergutschiffe, verfügen über Zwischendecks, um den vorhandenen Raum besser nutzen zu können. Im Laderaum auf der Tankdecke verstaute Ladung reicht oftmals nicht bis zur Luke, sodass bei nicht vorhandenem Zwischendeck Stauraum nicht genützt werden kann. Durch das bis zum Lukendeckel weitere Ladung aufnehmende Zwischendeck kann der gesamte Laderaum effektiver genutzt werden. Es existieren feste und verschiebbare Zwischendecks, wobei letztere in der Höhe variabel sein können.